# McDonnell Douglas
McDonnell Douglas fue una gran constructora estadounidense y contratista de defensa de aviones y misiles, que fabricó una gran cantidad de aviones famosos tanto civiles y militares.  Fusionada con Boeing desde 1996, siendo aprobada en los Estados Unidos por el "Federal Trade Commission" el 1 de julio de 1997.

## Historia

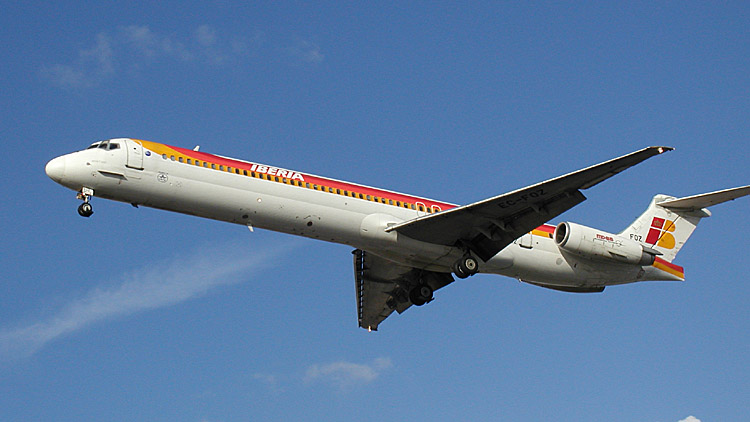
MD-88 (DC-9-88) de Iberia aproximándose a Londres Heathrow.

La empresa fue fruto de las firmas de James Smith McDonnell y Donald Wills Douglas que fusionaron sus compañías. Los dos estudiaron en el MIT y habían trabajado para el fabricante Glenn L. Martin Company. 
Douglas había sido jefe de ingenieros en Martin antes de dejar la compañía y establecer la Davis-Douglas Company en los 20 en Los Ángeles, California. Cambió de nombre a Douglas Aircraft Company en 1921 al comprar el soporte.
McDonnell fundó la J.S. McDonnell & Associates en Wisconsin en 1928. Su idea era producir un avión personal para uso familiar. La depresión económica de 1929 acabaron con sus ideas y la compañía quebró. Se fue a trabajar para Martin, la que abandonó en 1938 para fundar otra compañía, la McDonnell Aircraft Corporation, situada en Misuri.
La guerra hizo que Douglas se enriqueciera. La compañía produjo unos 30 000 aparatos desde 1942 hasta 1945 con lo cual su mano de obra se elevó a 160 000 trabajadores. La empresa fabricó el avión de carga C-47 (basado en el DC-3) el avión de ataque y bombardeo ligero A-20 conocido como Havoc o Boston, el torpedero SBD Dauntless y el también avión de ataque y bombardeo ligero A-26 Invader. Las dos compañías sufrieron mucho económicamente con el final de la guerra, haciendo frente al final de pedidos por parte del gobierno y a un exceso de aviones. Las dos redujeron plantilla, Douglas despidió casi a 100.000 personas. Como parte del trabajo durante la guerra Douglas estableció un grupo especial para la USAAF (United States Army Air Force) que después sería la RAND Corporation.
Douglas continuó fabricando nuevos aviones, incluyendo el exitoso cuatrimotor DC-6 en 1946 y más tarde el DC-7 en 1953. La empresa se introdujo dentro de la aviación a reacción, sacando su primer aparato para los militares en 1948, el F3D Skyknight, y unos aviones más evolucionados A2D Skyshark en 1950 y el F4D Skyray en 1951. Douglas también fabricó aviones comerciales a reacción, construyendo en 1958 el DC-8, y después el DC-9 (que evolucionó a la serie de aviones MD-80, después MD-90, hasta llegar al MD-95, que pasó a denominarse Boeing 717) y el DC10.
McDonnell también fabricaba aviones de reacción, pero más pequeños y radicales. Con el eficiente FH-1 Phantom se hicieron un hueco en la cartera de la marina estadounidense y ya con los Banshee, Demon y Voodoo se convirtieron en su mayor proveedor. La llegada de la guerra de Corea ayudó a McDonnell a convertirse en un gran fabricante de aviones militares, sobre todo con el excelente F-4 Phantom II de 1958, avión ampliamente exportado.
Las dos compañías estaban deseando entrar en el nuevo negocio de los misiles. Douglas pasó de la fabricación de cohetes aire-aire y misiles a sistemas complejos de misiles durante 1956 con el programa Nike, y se convirtió en el mayor contratista de los programas Skybolt ALBM y Thor para misiles balísticos.
McDonnell mientras tanto fabricó los suyos, incluyendo en inusual ADM-20 Quail, así como experimentando con el vuelo supersónico, investigaciones que les llevaron a ganar una parte importante de los contratos con la NASA como los programas Mercury y Gemini. También para la NASA acabó ganando el contrato para fabricar partes del enorme cohete Saturn V.
Las dos compañías eran importantes pero tenían sus problemas. Douglas estaba empeñada por el coste de los DC-8 y DC-9, y empezaron a conversar en 1963 para unirse. Invitaciones ofrecidas por Douglas a partir de diciembre de 1966 fueron aceptadas por McDonnell. Las dos firmas se unieron oficialmente el 28 de abril de 1967 como la McDonnell Douglas Corporation.
La nueva compañía formada continuó su beneficiosa asociación con la industria militar fabricando en 1974 el caza F-15 Eagle y un año después el exitoso y ampliamente exportado cazabombardero F/A-18 Hornet, así como los misiles Harpoon y Tomahawk. La crisis del petróleo de los años 70 fue un varapalo importante para la industria de la aviación y McDonnell Douglas se vio forzada a reducir su tamaño y diversificarse para reducir el impacto de futuras crisis de mercado. En 1984 adquirieron Hughes Helicopters.
Siguiendo la adquisición en 1996 por parte de Boeing de la división North American de Rockwell, McDonnell Douglas y Boeing se fusionaron en 1997 en una operación de 13 000 millones de dólares para crear The Boeing Company.
Ambas compañías unieron sus logotipos, haciendo así un coloso de la industria aeronáutica.

## Productos

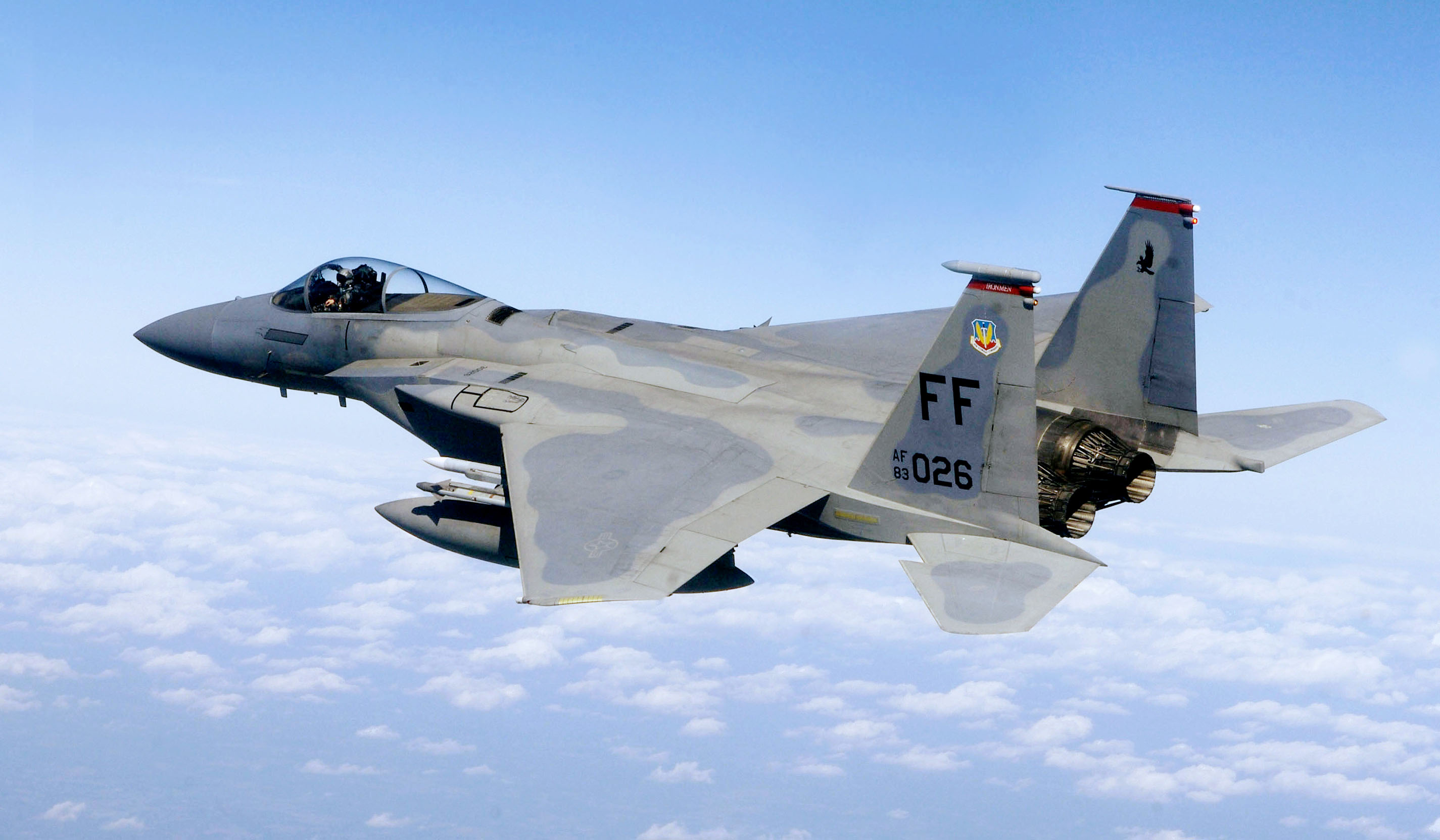
F-15 Eagle

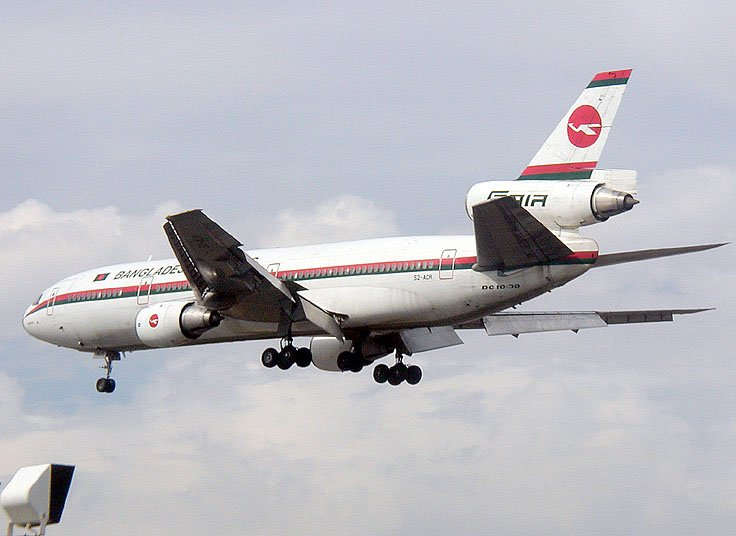
McDonnell Douglas DC-10

### Aviones militares
- A-4 Skyhawk (iniciado por Douglas Aircraft)
- F-4 Phantom II (iniciado por McDonnell Aircraft)
- F-15 Eagle
- AV-8 Harrier II (en colaboración con British Aerospace)
- F/A-18 Hornet
- T-45 Goshawk (en colaboración con British Aerospace)
- C-17 Globemaster III

### Aviones comerciales
- Douglas DC-1
- Douglas DC-2
- Douglas DC-3
- Douglas DC-4
- Douglas DC-5
- Douglas DC-6
- Douglas DC-7
- Douglas DC-8
- Douglas DC-9
- Douglas DC-10 (con cabina actualizada designados MD-10)
- McDonnell Douglas MD-11 (actualmente operan principalmente con su división de carga Martinair y de FedEx )
- McDonnell Douglas MD-80 (sus principales usuarios son Delta Airlines y Saudi Arabian Airlines)
- McDonnell Douglas MD-90
- McDonnell Douglas MD-95 (última evolución del DC-9, comercializado como Boeing 717)

### Modelos propuestos
- McDonnell Douglas MD-12 (avión de doble cabina similar al Airbus A380 y Boeing NLA)

### Helicópteros
- AH-64 Apache (iniciado por Hughes Helicopters)
- MD Helicopters MD 500 (iniciado por Hughes Helicopters)
- MD Helicopters MD 600N
- MD Helicopters MD 901/902 Explorer